# Saffire
Saffire foi uma desenvolvedora de jogos eletrônicos estadunidense sediada em South Jordan, Utah. Fundada como Cygnus Multimedia Productions em 1993 por Les Pardew e Charles Moore, foi originalmente baseada no porão de Pardew em Orem com uma equipe de seis pessoas. Pardew comprou a parte de Moore em 1994 e envolveu Hal Rushton como sócio no lugar de Moore. A Cygnus foi renomeada para Saffire em outubro de 1995 e mudou-se de Pleasant Grove para American Fork logo em seguida para expansão. Saffire foi extinta em 2007.

## História
A Saffire foi fundada por Leslie W. (“Les”) Pardew com a assistência de Charles Moore em 1993.  A equipe inicialmente consistia de seis pessoas trabalhando no porão de Pardew em Orem, Utah, e se expandiu para quatorze quando foi incorporada em novembro de 1993. A empresa se chamava Cygnus Multimedia Productions, tendo o nome do rei mitológico Cycnus da Ligúria “porque soava legal” e começou criando arte para jogos eletrônicos de outros desenvolvedores.
Em 1994, Pardew comprou a participação de Moore na empresa e trouxe Hal Rushton, o “ex-vice-presidente de desenvolvimento de produto” da Sculptured Software, como sócio. Rushton se tornou o gerente-geral da empresa, com Pardew como presidente. Em fevereiro de 1995, a Cygnus empregava 50 pessoas em um escritório no andar inferior em Pleasant Grove; o escritório era pequeno, por isso os funcionários trabalhavam em turnos e frequentemente ficavam inundados durante as chuvas. A Cygnus mudou seu nome para Saffire em outubro de 1995 e mudou-se para um novo estúdio no Utah Valley Business Park em American Fork no final daquele ano. A mudança permitiu que a Saffire se engajasse na produção completa de jogos eletrônicos, que Pardew buscava firmar com expansão contínua.  Para levantar capital, Pardew tomou emprestado US$ 200.000 da Utah Technology Finance Corp. (UTFC) em setembro de 1996 e mais US$125.000 em março de 1997.
Rushton tornou-se presidente da empresa em dezembro de 1997, enquanto Pardew assumiu a função de diretor executivo.  A Saffire se estabeleceu em escritórios ampliados em Pleasant Grove em janeiro de 1999.  Naquela época, Mark Kendell havia se tornado o presidente da empresa.  A Saffire continuou a expandir-se, com 80 funcionários em dezembro de 1999 e 120 funcionários em julho de 2001, este último baseado em American Fork.
Em março de 2007, A Saffire (na época sediada em South Jordan) estava desenvolvendo Cryptid Hunter, então com lançamento previsto para 2008.  No entanto, a Saffire fechou as portas ainda naquele ano.

## Títulos
| Título                                       | Distribuidor             | Plataformas                           | Data de lançamento     |
| -------------------------------------------- | ------------------------ | ------------------------------------- | ---------------------- |
| James Bond 007                               | Nintendo                 | Game Boy                              |                        |
| Oddworld: Abe’s Oddysee                      | GT Interactive           | Game Boy                              |                        |
| Oddworld: Abe’s Exoddus                      | GT Interactive           | Game Boy Color                        |                        |
| StarCraft: Brood War                         | Blizzard, Sierra On-Line | Windows, Mac OS                       | 30 de novembro de 1998 |
| Bio F.R.E.A.K.S.                             | Midway                   | Nintendo 64, PlayStation              |                        |
| Rampage World Tour                           | Midway                   | Nintendo 64                           |                        |
| CyberTiger                                   | Electronic Arts          | Nintendo 64                           |                        |
| Top Gear Rally 2                             | Kemco                    | Nintendo 64                           |                        |
| Xena: Warrior Princess: The Talisman of Fate | Titus Software           | Nintendo 64                           |                        |
| Rainbow Six                                  | Red Storm Entertainment  | Nintendo 64                           |                        |
| ESPN MLS Gamenight                           | Konami                   | PlayStation                           |                        |
| Lego Bionicle                                | Nintendo                 | Game Boy Advance                      |                        |
| E.T.: Escape from Planet Earth               | NewKidCo                 | Game Boy Color                        |                        |
| Hot Wheels Velocity X                        | THQ                      | Game Boy Advance                      |                        |
| Army Men: Sarge's Heroes                     | Midway                   | Dreamcast                             |                        |
| Justice League                               | Midway                   | PC                                    |                        |
| Barbarian                                    | Titus Software           | PlayStation 2                         |                        |
| The Hobbit                                   | Sierra Entertainment     | Game Boy Advance                      |                        |
| Peter Pan                                    | Atari                    | Game Boy Advance                      |                        |
| Van Helsing                                  | Vivendi Universal        | PlayStation 2, Xbox, Game Boy Advance |                        |